# Palacio Marcello
El palacio Marcello  es un edificio histórico italiano, situado en el sestiere de Cannaregio en Venecia, frente al Gran Canal de Venecia entre el Ca' Vendramin Calergi y el palacio Erizzo.

## Historia
A mediados del siglo XV la construcción pertenecía a la familia Molin de la Magdalena y constaba de una sola altura, aparte de la planta a ras de suelo y del entresuelo. La propiedad pasó en 1517 a la familia Marcello por vía del matrimonio entre Marco Antonio Marcello y Caterina Molin di Nadalin.
Durante los últimos años del siglo XVII se restauró el edificio resaltando su arquitectura original renacentista. 
En esta casa nació en 1603 el capitán de la armada veneciana Lorenzo Marcello.  También nació en este edificio el compositor Benedetto Marcello, en 1686. El 25 de octubre de 1913, durante su estancia en el palacio falleció de un infarto el escritor británico Frederick Rolfe.

## Descripción
En la planta noble el palacio posee dos grandes políforas de cinco aberturas formadas por ventanas decoradas con arcos de medio punto.
La estructura del edificio presenta la típica división en tres partes.
La presencia de dos portales a nivel del canal permiten hipotetizar el uso independiente de la vivienda por dos familias.